# Грілі (Айова)
Грілі (англ. Greeley) — місто (англ. city) в США, в окрузі Делавер штату Айова. Населення — 217 осіб (2020).

## Географія
Грілі розташоване за координатами 42°35′6″ пн. ш. 91°20′30″ зх. д. / 42.58500° пн. ш. 91.34167° зх. д. (42.585058, -91.341545).  За даними Бюро перепису населення США в 2010 році місто мало площу 0,96 км², уся площа — суходіл.

## Демографія
Згідно з переписом 2010 року, у місті мешкало 256 осіб у 101 домогосподарстві у складі 71 родини. Густота населення становила 266 осіб/км².  Було 108 помешкань (112/км²).
Расовий склад населення:
| - 100,0 % — білих |

До двох чи більше рас належало 0,0 %. Частка іспаномовних становила 0,0 % від усіх жителів.
За віковим діапазоном населення розподілялося таким чином: 21,9 % — особи молодші 18 років, 63,6 % — особи у віці 18—64 років, 14,5 % — особи у віці 65 років та старші. Медіана віку мешканця становила 40,0 року. На 100 осіб жіночої статі у місті припадало 80,3 чоловіків;  на 100 жінок у віці від 18 років та старших — 80,2 чоловіків також старших 18 років.
Середній дохід на одне домашнє господарство  становив 52 703 долари США (медіана — 43 393), а середній дохід на одну сім'ю — 61 901 долар (медіана — 52 500). Медіана доходів становила 42 000 доларів для чоловіків та 29 375 доларів для жінок. За межею бідності перебувало 19,2 % осіб, у тому числі 32,7 % дітей у віці до 18 років та 9,7 % осіб у віці 65 років та старших.
Цивільне працевлаштоване населення становило 140 осіб. Основні галузі зайнятості: виробництво — 36,4 %, освіта, охорона здоров'я та соціальна допомога — 22,9 %, роздрібна торгівля — 8,6 %, будівництво — 6,4 %.